# Lamporo
Lamporo (Lampeu trong tiếng Piedmonte) là một đô thị ở tỉnh Vercelli trong vùng Piedmont thuộc Ý, có cự ly khoảng 35 km về phía đông bắc của Torino và khoảng 25 km về phía tây nam của Vercelli. Tại thời điểm ngày 31 tháng 12 năm 2004, đô thị này có dân số 515 người và diện tích là 9,8 km².
Lamporo giáp các đô thị: Crescentino, Livorno Ferraris, và Saluggia.